# ローリー・ラクソン
ローリー・ケビン・ラクソン (Laurie Kevin Laxon) は、ニュージーランド、香港、シンガポールの調教師。ニュージーランド出身。
1988年にEmpire Roseでメルボルンカップ、マッキノンステークスを制覇。1993年にRomanee Contiで香港国際カップ優勝。2000年からシンガポールに移動。2004年・2005年・2006年・2007年にシンガポール首位調教師に輝いている。また2007年には前人未踏のシーズン104勝をあげた。

## 主な管理馬
- Empire Rose（メルボルンカップ、マッキノンステークス）
- Romanee Conti（香港国際カップ）
- Why Be（Lion City Cup）
- Hoeberg（ドバイデューティーフリー3着）